# Championnat de France de rugby à XV 1975-1976
Navigation
Édition précédente Édition suivante
La Première Division est divisée en deux groupes de cinq poules. 
L'élite (Groupe A) est constituée de cinq poules de huit clubs. À l'issue de la phase qualificative, 25 équipes du Groupe A sont qualifiés pour les 1/16e de finale ainsi que sept équipes (sur 40) du Groupe B. 
L'épreuve se poursuit ensuite par élimination sur un match à chaque tour sur terrain neutre.
Le SU Agen remporte le Championnat de France de rugby à XV de première division 1975-1976 après avoir battu l'AS Béziers en finale.
Le SU Agen remporte le Bouclier de Brennus pour la sixième fois aux dépens du tenant du trophée.

## Phase de qualification du Groupe A
Les équipes du Groupe A qualifiées pour les 16e de finale sont en vert.
Les équipes du Groupe A en rose joueront en Groupe B en 1976-1977.
Tous les clubs qui n'ont pas eu de joueur suspendu à l'issue des matchs aller reçoivent un point de bonus au classement. Tous les clubs qui n'ont pas eu de joueur suspendu à l'issue des matchs retour reçoivent deux points de bonus au classement.
En cas d'égalité de points au classement, les équipes sont départagées au nombre de bonus "punis". Exemple: Montchanin devant Toulouse pour avoir deux points du bonus retour et Toulouse un point du bonus aller. Ensuite en cas d'égalité avec les trois points de bonus "punis", les équipes sont départagées aux résultats dans les rencontres les opposants.
| Rang | Club                | J  | V  | N | D | Pm  | Pe  | Diff | Pts |
| ---- | ------------------- | -- | -- | - | - | --- | --- | ---- | --- |
| 1    | AS Béziers          | 14 | 12 | 1 | 1 | 437 | 117 | +320 | 42  |
| 2    | Valence sportif     | 14 | 8  | 0 | 6 | 146 | 181 | -35  | 33  |
| 3    | USA Perpignan       | 14 | 6  | 2 | 6 | 227 | 115 | +112 | 31  |
| 4    | Section paloise     | 14 | 6  | 0 | 8 | 176 | 273 | -97  | 29  |
| 5    | Stade montchaninois | 14 | 6  | 0 | 8 | 140 | 221 | -81  | 28  |
| 6    | Stade toulousain    | 14 | 6  | 1 | 7 | 161 | 174 | -13  | 28  |
| 7    | SC Tulle            | 14 | 4  | 2 | 8 | 144 | 255 | -111 | 27  |
| 8    | Stade lavelanétien  | 14 | 5  | 0 | 9 | 136 | 231 | -95  | 24  |

| Rang | Club              | J  | V  | N | D  | Pm  | Pe  | Diff | Pts |
| ---- | ----------------- | -- | -- | - | -- | --- | --- | ---- | --- |
| 1    | AS Montferrand    | 14 | 11 | 1 | 2  | 349 | 106 | +243 | 40  |
| 2    | CA Brive          | 14 | 10 | 2 | 2  | 212 | 111 | +101 | 38  |
| 3    | Stade aurillacois | 14 | 8  | 1 | 5  | 206 | 115 | +91  | 34  |
| 4    | CA Bègles         | 14 | 8  | 0 | 6  | 185 | 126 | +59  | 33  |
| 5    | Stade rochelais   | 14 | 5  | 3 | 6  | 114 | 177 | -63  | 29  |
| 6    | Stade montois     | 14 | 3  | 2 | 9  | 114 | 268 | -154 | 25  |
| 7    | SO Chambéry       | 14 | 3  | 1 | 10 | 110 | 260 | -150 | 23  |
| 8    | Saint-Girons SC   | 14 | 3  | 0 | 11 | 99  | 226 | -127 | 22  |

| Rang | Club                        | J  | V  | N | D | Pm  | Pe  | Diff | Pts |
| ---- | --------------------------- | -- | -- | - | - | --- | --- | ---- | --- |
| 1    | RC Narbonne                 | 14 | 13 | 0 | 1 | 365 | 127 | +238 | 43  |
| 2    | ES Avignon - Saint-Saturnin | 14 | 8  | 2 | 4 | 146 | 138 | +8   | 35  |
| 3    | La Voulte sportif           | 14 | 6  | 2 | 6 | 182 | 175 | +7   | 31  |
| 4    | Biarritz olympique          | 14 | 6  | 1 | 7 | 162 | 187 | -25  | 30  |
| 5    | FC Oloron                   | 14 | 5  | 2 | 7 | 141 | 203 | -62  | 29  |
| 6    | Aviron bayonnais            | 14 | 5  | 2 | 7 | 173 | 174 | -1   | 28  |
| 7    | Lyon OU                     | 14 | 3  | 4 | 7 | 134 | 201 | -67  | 27  |
| 8    | RC Vichy                    | 14 | 2  | 3 | 9 | 119 | 217 | -98  | 24  |

| Rang | Club                | J  | V | N | D  | Pm  | Pe  | Diff | Pts |
| ---- | ------------------- | -- | - | - | -- | --- | --- | ---- | --- |
| 1    | US Romans Péage     | 14 | 9 | 1 | 4  | 172 | 103 | +69  | 36  |
| 2    | US Dax              | 14 | 9 | 0 | 5  | 198 | 141 | +57  | 34  |
| 3    | RRC Nice            | 14 | 8 | 0 | 6  | 166 | 150 | +16  | 33  |
| 4    | US Bourg-en-Bresse  | 14 | 7 | 1 | 6  | 188 | 196 | -8   | 31  |
| 5    | RC Toulon           | 14 | 6 | 1 | 7  | 199 | 193 | +6   | 30  |
| 6    | Racing CF           | 14 | 6 | 1 | 7  | 176 | 180 | -4   | 30  |
| 7    | CS Bourgoin-Jallieu | 14 | 5 | 0 | 9  | 159 | 208 | -49  | 27  |
| 8    | US Marmande         | 14 | 4 | 0 | 10 | 107 | 194 | -87  | 25  |

| Rang | Club                        | J  | V  | N | D  | Pm  | Pe  | Diff | Pts |
| ---- | --------------------------- | -- | -- | - | -- | --- | --- | ---- | --- |
| 1    | SU Agen                     | 14 | 11 | 0 | 3  | 305 | 120 | +185 | 39  |
| 2    | FC Lourdes                  | 14 | 10 | 0 | 4  | 186 | 124 | +62  | 37  |
| 3    | Stade bagnérais             | 14 | 9  | 1 | 4  | 180 | 132 | +48  | 36  |
| 4    | US Montauban                | 14 | 6  | 1 | 7  | 175 | 155 | +20  | 30  |
| 5    | Saint-Jean-de-Luz olympique | 14 | 6  | 1 | 7  | 136 | 187 | -51  | 30  |
| 6    | Stadoceste tarbais          | 14 | 5  | 2 | 7  | 154 | 172 | -18  | 29  |
| 7    | SA Mérignac                 | 14 | 5  | 1 | 8  | 178 | 203 | -25  | 28  |
| 8    | CA Périgueux                | 14 | 1  | 0 | 13 | 109 | 330 | -221 | 19  |

| Rang | Club                      | J  | V  | N | D  | Pm  | Pe  | Diff | Pts |
| ---- | ------------------------- | -- | -- | - | -- | --- | --- | ---- | --- |
| 1    | SC Graulhet               | 14 | 12 | 1 | 1  | 309 | 79  | +230 | 42  |
| 2    | US Salles                 | 14 | 8  | 1 | 5  | 145 | 154 | -9   | 34  |
| 3    | US Tyrosse                | 14 | 8  | 0 | 6  | 226 | 152 | +74  | 33  |
| 4    | USA Limoges               | 14 | 6  | 2 | 6  | 173 | 190 | -17  | 30  |
| 5    | US Bergerac               | 14 | 6  | 0 | 8  | 166 | 192 | -26  | 29  |
| 6    | RC Nîmes                  | 14 | 5  | 2 | 7  | 167 | 195 | -28  | 29  |
| 7    | US Quillan-Espéraza       | 14 | 5  | 1 | 8  | 93  | 226 | -133 | 28  |
| 8    | Union Montélimar sportive | 14 | 1  | 3 | 10 | 112 | 203 | -91  | 22  |

| Rang | Club               | J  | V  | N | D  | Pm  | Pe  | Diff | Pts |
| ---- | ------------------ | -- | -- | - | -- | --- | --- | ---- | --- |
| 1    | Castres olympique  | 14 | 14 | 0 | 0  | 477 | 93  | +384 | 45  |
| 2    | Stade cadurcien    | 14 | 9  | 1 | 4  | 238 | 188 | +50  | 36  |
| 3    | AS Fleurance       | 14 | 6  | 3 | 5  | 197 | 198 | -1   | 32  |
| 4    | Paris UC           | 14 | 6  | 0 | 8  | 145 | 188 | -43  | 29  |
| 5    | SC Albi            | 14 | 6  | 1 | 7  | 174 | 208 | -34  | 29  |
| 6    | US Oyonnax         | 14 | 4  | 0 | 10 | 106 | 268 | -162 | 25  |
| 7    | SC Pamiers         | 14 | 6  | 0 | 8  | 192 | 221 | -29  | 24  |
| 8    | Stade bordelais UC | 14 | 2  | 1 | 11 | 150 | 315 | -165 | 22  |

| Rang | Club                      | J  | V  | N | D  | Pm  | Pe  | Diff | Pts |
| ---- | ------------------------- | -- | -- | - | -- | --- | --- | ---- | --- |
| 1    | UA Mimizan                | 14 | 10 | 0 | 4  | 201 | 109 | +92  | 37  |
| 2    | CO Le Creusot             | 14 | 9  | 3 | 2  | 222 | 99  | +123 | 37  |
| 3    | Stade dijonnais           | 14 | 8  | 2 | 4  | 225 | 115 | +110 | 35  |
| 4    | FC Auch                   | 14 | 8  | 1 | 5  | 329 | 169 | +160 | 34  |
| 5    | AS Saint-Médard-en-Jalles | 14 | 5  | 2 | 7  | 168 | 206 | -38  | 29  |
| 6    | SC Mazamet                | 14 | 6  | 0 | 8  | 143 | 117 | +26  | 28  |
| 7    | RC Montceau               | 14 | 4  | 1 | 9  | 129 | 262 | -133 | 26  |
| 8    | AS Roanne                 | 14 | 1  | 1 | 12 | 79  | 419 | -340 | 20  |

| Rang | Club              | J  | V  | N | D  | Pm  | Pe  | Diff | Pts |
| ---- | ----------------- | -- | -- | - | -- | --- | --- | ---- | --- |
| 1    | Stade beaumontois | 14 | 10 | 0 | 4  | 245 | 111 | +134 | 37  |
| 2    | FC Saint-Claude   | 14 | 10 | 0 | 4  | 180 | 150 | +30  | 36  |
| 3    | UA Gaillac        | 14 | 6  | 2 | 6  | 120 | 107 | +13  | 31  |
| 4    | US Coarraze-Nay   | 14 | 6  | 2 | 6  | 168 | 134 | +34  | 30  |
| 5    | CA Castelsarrasin | 14 | 6  | 0 | 8  | 151 | 181 | -30  | 28  |
| 6    | Stade langonnais  | 14 | 5  | 2 | 7  | 114 | 154 | -40  | 28  |
| 7    | US Fumel Libos    | 14 | 6  | 0 | 8  | 169 | 160 | +9   | 28  |
| 8    | RC Châteaurenard  | 14 | 4  | 0 | 10 | 88  | 238 | -150 | 25  |

| Rang | Club               | J  | V  | N | D  | Pm  | Pe  | Diff | Pts |
| ---- | ------------------ | -- | -- | - | -- | --- | --- | ---- | --- |
| 1    | US Carcassonne     | 14 | 11 | 0 | 3  | 275 | 147 | +128 | 39  |
| 2    | SC Angoulême       | 14 | 8  | 1 | 5  | 227 | 127 | +100 | 33  |
| 3    | FC Grenoble        | 14 | 6  | 2 | 6  | 159 | 180 | -21  | 31  |
| 4    | SO Millau          | 14 | 7  | 0 | 7  | 165 | 188 | -23  | 31  |
| 5    | US Carmaux         | 14 | 7  | 0 | 7  | 168 | 155 | +13  | 29  |
| 6    | Boucau Stade       | 14 | 5  | 1 | 8  | 144 | 204 | -60  | 28  |
| 7    | Peyrehorade sports | 14 | 5  | 2 | 7  | 128 | 152 | -24  | 27  |
| 8    | US Cognac          | 14 | 4  | 0 | 10 | 136 | 249 | -113 | 25  |

## Seizièmes de finale
Les équipes dont le nom est en caractères gras sont qualifiées pour les huitièmes de finale. 
| Équipe 1             | Équipe 2                  | Résultat |
| -------------------- | ------------------------- | -------- |
| CA Brive             | SC Graulhet               | 28-6     |
| Saint-Jean-de-Luz OR | Stade bagnérais           | 12-6     |
| AS Montferrand       | Stade beaumontois         | 62-18    |
| USA Perpignan        | Biarritz olympique        | 48-3     |
| AS Béziers           | UA Mimizan                | 37-10    |
| US Montauban         | La Voulte sportif         | 27-6     |
| FC Lourdes           | Castres olympique         | 15-6     |
| Valence sportif      | Stade rochelais           | 16-6     |
| SU Agen              | CO Le Creusot             | 23-6     |
| RRC Nice             | Section paloise           | 7-6      |
| US Romans Péage      | US Carcassonne            | 17-6     |
| Stade aurillacois    | RC Toulon                 | 11-7     |
| RC Narbonne          | Stade cadurcien           | 30-12    |
| CA Bègles            | US bressane               | 9-9      |
| US Dax               | Stade montchaninois       | 21-7     |
| FC Oloron            | ES Avignon Saint-Saturnin | 13-8     |

## Huitièmes de finale
Les équipes dont le nom est en caractères gras sont qualifiées pour les quarts de finale. 
| Équipe 1        | Équipe 2             | Résultat |
| --------------- | -------------------- | -------- |
| CA Brive        | Saint-Jean-de-Luz OR | 24-7     |
| AS Montferrand  | USA Perpignan        | 18-3     |
| AS Béziers      | US Montauban         | 21-7     |
| FC Lourdes      | Valence sportif      | 21-3     |
| SU Agen         | RRC Nice             | 12-12    |
| US Romans Péage | Stade aurillacois    | 18-15    |
| RC Narbonne     | CA Bègles            | 9-6      |
| US Dax          | FC Oloron            | 14-9     |

## Quarts de finale
Les équipes dont le nom est en caractères gras sont qualifiées pour les demi-finales.
| Équipe 1    | Équipe 2        | Résultat |
| ----------- | --------------- | -------- |
| CA Brive    | AS Montferrand  | 3-0      |
| AS Béziers  | FC Lourdes      | 29-10    |
| SU Agen     | US Romans Péage | 9-7      |
| RC Narbonne | US Dax          | 20-8     |

## Demi-finales
| Équipe 1 | Équipe 2    | Résultat |
| -------- | ----------- | -------- |
| CA Brive | AS Béziers  | 12-21    |
| SU Agen  | RC Narbonne | 22-6     |

## Finale
| Équipes        | SU Agen - AS Béziers |
| Score          | 13-10 (après prolongations, 10-10 à la fin du temps réglementaire) |
| Date           | 23 mai 1976 |
| Stade          | Parc des Princes |
| Arbitre        | Michel Messan |
| Les équipes    | |
| SU Agen        | Titulaires : Patrick Sole, René Bénésis, Daniel Dubroca, Alain Buzzighin, Alain Plantefol, Christian Conte, Serge Lassoujade, Charles Nieucel, Alain Laclau, Christian Viviès, Yves Fongaro, Jean-Louis Bernès, Jean-Michel Mazas, Jacques Lacroix, Michel Morlaas Remplaçants : Gérard Guidi, Henri Cazaubon |
| AS Béziers     | Titulaires : Armand Vaquerin, Christian Prax, Alain Paco, Georges Senal, Michel Palmié, Olivier Saïsset, Christian Pesteil, Alain Estève, Richard Astre, Henri Cabrol, René Séguier, Jean-Pierre Pesteil, Daniel Cosentino, Claude Casamitjana, Jack Cantoni Remplaçant : Christian Ferrer                    |
| Points marqués | |
| SU Agen        | 1 essai de Plantefol, 2 pénalités de Mazas, 1 drop de Cazaubon |
| AS Béziers     | 1 essai de Paco, 2 pénalités de Cabrol |

Agen l'emporte de peu grâce à une pénalité réussie par Mazas pendant la prolongation (109e minute).

## Statistiques
Les statistiques incluent la phase finale.

### Meilleurs réalisateurs
Henri Cabrol est le meilleur réalisateur de la saison avec 176 points inscrits.
| Rang | Joueur            | Club                            | Points |
| ---- | ----------------- | ------------------------------- | ------ |
| 1    | Henri Cabrol      | AS Béziers                      | 176    |
| 2    | Jean-Pierre Romeu | AS Montferrand                  | 167    |
| 3    | Guy Laporte       | SC Graulhet                     | 138    |
| 4    | Alain Espiau      | Stade cadurcien ou AS Fleurance | 131    |
| 5    | Gérard Castets    | US Tyrosse                      | 121    |
| 6    | Jean-Michel Mazas | SU Agen                         | 117    |
| 7    | Dany Laprade      | Castres olympique               | 110    |
| 8    | Girard            | US Bressane                     | 102    |
| 9    | Jacques Servien   | US Romans                       | 92     |

### Meilleurs marqueurs
L'ailier de l'AS Montferrand, André Dubertrand, est le meilleur marqueur avec 14 essais marqués lors de la phase de qualification. Il en marque deux de plus en phase finale pour porter son total à 16.